# Mirabello (Terre del Reno)
Mirabello (Mirabèl en dialecte de Ferrare) est une commune italienne de la province de Ferrare, dans la région Émilie-Romagne.
Depuis le 1er janvier 2017, la commune est fusionnée avec Sant'Agostino sous le nouveau toponyme de Terre del Reno.

## Géographie
A 15 mètres d’altitude moyenne, Mirabello trône dans la plaine du Pô à 15 km à l’Est de Ferrare le long de l’antique cours du fleuve Reno, sur la route nationale SS255 qui vient de Sant'Agostino à 7 km au sud-ouest et qui mène à Ferrare.
La route provinciale SP50 mène à Poggio Renatico à 7 km au Sud.
Distance grandes villes voisines:
- Ferrare : 15 km
- Bologne : 40 km

## Histoire
Si les premières notices sur Mirabello apparaissent au XVIIe siècle, les origines du bourg sont plus antiques.
Aux XIe et XIIe siècles, la comtesse Mathilde de Canossa et les monarques de Nonantola exercèrent leur autorité administrative au travers d’un système de participation sur les territoires compris entre Cento et Ferrare, lançant une première opération de bonification, créant ainsi une économie agricole productive.
Au XIIIe siècle (1280), l'un des membres de la famille du comte de Mirabello, Giovanni de Mirabello, se rend en Flandre, fait fortune, se consacre aux finances, et devient conseiller et trésorier du duc de Brabant. Il se lie au comte de Flandre lorsque son fils Simon se marie avec Isabel de Nevers, sœur de Luis, comte de Flandre. Ils deviennent seigneurs et barons de Haelen, Perwez, Beveren et Lilloo. Simon de Mirabello fut régent et gouverneur de Flandre pendant l'exil du comte en France. À partir du 14e siècle, ils changent leur nom de famille en van Haelen.
Après le Moyen Âge, la zone fut de nouveau envahie par les eaux du fleuve Reno qui, canalisé entre les remblais rectilignes qui s’étendaient de Sant'Agostino à Mirabello puis Vigarano Mainarda, déposait ses alluvions sur les rives, rehaussant de ce fait le fond des marais.
La canalisation naturelle du Reno permit la construction des premières routes sur les hauteurs des remblais. Ces nouvelles voies de communication entre les diverses propriétés de notables, donnèrent plus d’importance à la zone qui devint ainsi un point de rencontre entre les diverses communautés de Bologne, Ferrare et Comacchio. De ce fait, la zone initialement peuplée de paysans cultivant les terres, suscita peu à peu l’intérêt de l’aristocratie.
Les propriétés alignées sur la rive droite du fleuve, appartenant à la famille Ruini, furent acquises au XVIIIe siècle par le cardinal Pompeo Aldrovandi, alors que les propriétés de la rive gauche, appartenant aux comtes Prosperi, devinrent le bourg de Mirabello.
Au XVIIIe siècle, au niveau de Sant'Agostino, le Reno fut détourné dans le Pô de Primaro (cavo Benedettino) pour prévenir des brusques inondations, particulièrement pour Mirabello dont le lit du fleuve passait dans ce qui est aujourd’hui l’artère principale de la ville.
En 1840, Mirabello devient paroisse et en 1959 passe commune autonome, se séparant ainsi de Sant'Agostino.

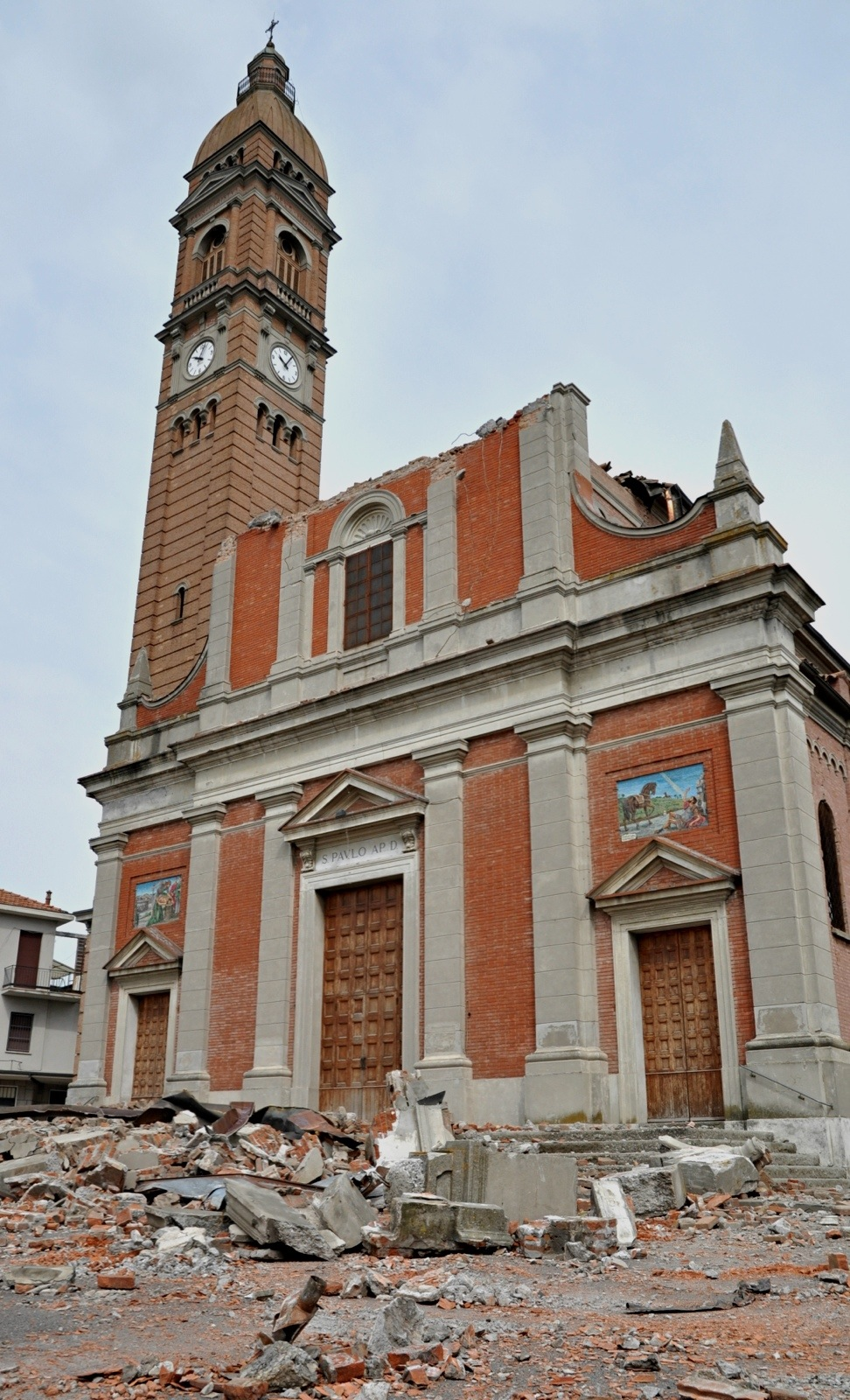
L’église de San Paolo après les séismes de 2012.

En mai 2012, les séismes d'Émilie-Romagne provoquèrent d’importants dégâts, principalement aux édifices anciens.

## Économie
L'économie du pays est caractérisée par la culture fruitière et la zootechnie, avec la présence d’artisanat et petites industries.

## Lieux d’intérêt
- Église de San Paolo : construite de 1795 à 1804, démolie en 1929, reconstruite et terminée en 1943, gravement endommagée par le séisme du 20 mai 2012.
- Palazzo Aldrovandi - Villa Sessa, du XVIIIe siècle et ex-demeure du cardinal Pompeo Aldrovandi, aujourd’hui le siège de l' Azienda Agricola Le Pradine.

## Administration
| Période                                  | Période  | Identité           | Étiquette     | Qualité |
| ---------------------------------------- | -------- | ------------------ | ------------- | ------- |
| 08/08/2009                               | En cours | Angela Poltronieri | Liste civique |         |
| Les données manquantes sont à compléter. |          |                    |               |         |

### Hameaux
Néant

### Communes limitrophes
Bondeno (8 km), Poggio Renatico (7 km), Sant'Agostino (7 km), Vigarano Mainarda (3 km)

## Population

### Évolution de la population en janvier de chaque année
| 1861  | 1901  | 1921  | 1951  | 1961  | 1971  | 1981  | 1991  | 2001  |
| ----- | ----- | ----- | ----- | ----- | ----- | ----- | ----- | ----- |
| 2 204 | 2 791 | 3 181 | 3 501 | 3 331 | 3 221 | 3 313 | 3 481 | 3 334 |

| 2011  | - | - | - | - | - | - | - | - |
| ----- | - | - | - | - | - | - | - | - |
| 3 541 | - | - | - | - | - | - | - | - |

### Ethnies et minorités étrangères
Les nationalités majoritairement représentatives étaient :
| Pos. | Pays     | Population |
| ---- | -------- | ---------- |
| 1    | Maroc    | 119        |
| 2    | Albanie  | 61         |
| 3    | Pakistan | 27         |
| 4    | Roumanie | 24         |
| 5    | Chine    | 20         |
| 6    | Nigeria  | 19         |
| 7    | Tunisie  | 17         |
| 8    | Ukraine  | 17         |
| 9    | Moldavie | 14         |
| 10   | Cameroun | 9          |

## Jumelage
- Weyarn (Allemagne)

## Sources
- (it) Cet article est partiellement ou en totalité issu de l’article de Wikipédia en italien intitulé « Mirabello » (voir la liste des auteurs) le 01/10/2012.